# Пафос (окръг)
Пафос е един от шестте окръга на Кипър разположен в Западен Кипър. Главен град е Пафос. Целият окръг е под контрола на Република Кипър. Пафос е с население от 88 266 жители (2011 г.) и площ от 1395 km2 (15,1% от площта на острова).
В северозападната част на окръга се намира полуостров Акамас, където също има национален парк, който е хабитат на защитената зелена морска костенурка.

## Селища
- Ахелия
- Агия Маринуда
- Агия Варвара
- Агиос Димитрианос
- Агиос Георгиос
- Агиос Йоанис
- Агиос Исидорос
- Агиос Николаос
- Акурсос
- Амаргети
- Анадиу
- Анарита
- Андролику
- Архимандрита
- Аргака
- Армину
- Арму
- Ародес
- Аспрогия
- Аксилу
- Агия Марина Келокедарон
- Агия Марина Хрисокус
- Вреция
- Галатария
- Героскипу
- Гиалия
- Гиолу
- Гуди
- Друсия
- Дриму
- Еледио
- Емба
- Епископи
- Еврету
- Захария
- Иния
- Истиндзион
- Калепия
- Канавиу
- Карамулидес
- Катикас
- Като Акурдалия
- Кедарес
- Келокедара
- Кидаси
- Килиния
- Кинуса
- Кисонерга
- Кили
- Колони
- Кония
- Куклия
- Куртака
- Криту Мароту
- Криту Тера
- Лапитиу
- Ласа
- Лемба
- Лемона
- Летимву
- Лукруну
- Лисос
- Макунда
- Мамония
- Мамундали
- Мандрия
- Маратунда
- Маронас
- Меладия
- Меландра
- Меса Хорио
- Месана
- Месоги
- Милия
- Милиу
- Мусере
- Ната
- Неа Димата
- Нео Хорио
- Никоклия
- Панагия
- Пано Аркудалия
- Пафос
- Пея
- Пелатуса
- Пендалия
- Перистерона
- Питаргу
- Полеми
- Полис
- Помос
- Прастио
- Претори
- Псати
- Саламиу
- Сарама
- Симу
- Скули
- Сускиу
- Статос-Агиос Фотиос
- Ставрокону
- Стени
- Струмби
- Тала
- Тера
- Телетра
- Триния
- Тими
- Трахипедула
- Тремитуса
- Тримитуса
- Фалия
- Фасли
- Фасула
- Финикас
- Фити
- Филуса Келокедарон
- Филуса Хрисохус
- Хлорака
- Холетрия
- Холи
- Хулу
- Хрисоху
- Цада